# Zefyros
Zefyros (latinsky Zephyrus, též Favonius) je v řecké mytologii syn Titána Astraia a bohyně ranních červánků Éós. Je bohem západního větru nebo též západní vítr sám.
Jeho bratry jsou:
- Euros nazývaný též Argestés (dle Hésioda) – bůh východního nebo jihovýchodního větru,
- Notos – bůh jižního větru nebo též jižní vítr sám,
- Boreás – bůh severního větru.

Zefyros je ze všech větrů nejmírnější, lidé ho považovali za ochránce rostlin, protože přináší vláhu. Sehrál svou velkou úlohu v báji o Erótovi a Psyché a také v báji o smrti spartského Hyakintha.

## Odraz v umění
- Zefyros a jeho bratři jsou zobrazeni na tzv. Věži větrů v Athénách (z 1. stol. př. n. l.).
- Ve výtvarném umění se Zefyros vyskytuje např.
  - na obraze Únos Psýchy Zefyrem (1808), kde jeho podobu zobrazil Pierre-Paul Prud'hon. Obraz je vystaven v pařížském Louvru.
  - Zefyros se také vyskytuje na obraze „Jaro“ Sandra Botticelliho. Zde je vyobrazen, jak uchvacuje nymfu Chlóris.
  - Další umělci, kteří se Zefyry a Florou zabývají, byli Jean Jouvenet, Nicolas Colombel, Nicolas Bertin, Carlo Carlone, Charles-Antoine Coypel, Giovanni Battista Tiepolo či William-Adolphe Bouguereau.

- V hudbě se Zefyrové objevují např.
  - v jednom z nejpopulárnějších madrigalů Claudia Monteverdiho je „Zefiro torna“ (Zefyre, vrať se) pro dva mužské hlasy.
  - Ve suitě „Hamburger Ebb’ und Fluth“ Georga Philippa Telemanna z roku 1723 má jedna z vět (Menuet) programní titul „Der angenehme Zephir“ (Milý Zefyros).
  - Italský barokní skladatel Antonio Vivaldi v roce 1725 nadepsal jednu pasáž v první větě svých slavných Čtvero ročních dob/Le Quattro Stagioni – L’Estate/Léto, op. 8 No. 2 jako „Zeffiretti dolci“ (Milí Zefyrové).
  - Sileant Zephyri je jedna z árií téhož autora z cyklu Introduzioni „Filiæ mestæ Jerusalem“, RV 638.
  - V opeře Hoffmannovy povídky Jacquese Offenbacha se ve 4. jednání objevuje ve slavném duetu ve scéně s Barcarolou „Belle nuit, oh nuit d’amour“ („Krásná noc, noc lásky“).
  - Ve svém sedmém studiovém albu Beauty & Crime z roku 2007 se americká zpěvačka a písničkářka Suzanne Vega popisuje svůj domovský New York. První z celkem dvanácti písní na CD nese název Zephyr & I.